# Georg Forster
Johann Georg Adam Forster (phát âm tiếng Đức: [ˈɡeːɔʁk ˈfɔʁstɐ]: [ɡeːɔʁk fɔʁstɐ]; 27 tháng 11 năm 1754- ngày 10 tháng 1 năm 1794) là một nhà tự nhiên học, dân tộc học, nhà văn du lịch, nhà báo, và cách mạng. Ngay từ sớm, ông theo cha, Johann Reinhold Forster, trên một số cuộc thám hiểm khoa học, bao gồm cả chuyến hành trình thứ hai James Cook đến Thái Bình Dương. Báo cáo của ông về cuộc hành trình, Một chuyến đi vòng quanh thế giới, góp phần đáng kể vào sự dân tộc học của người Polynesia và vẫn còn là một công việc đáng kính. Như một kết quả của báo cáo, Forster đã được thừa nhận vào Hội Hoàng gia ở tuổi hai mươi hai và đã được coi là một trong những người sáng lập của văn học du lịch khoa học hiện đại.
Sau khi trở về lục địa châu Âu, Forster chuyến sang hướng hàn lâm. Ông đến Paris để tìm kiếm một cuộc thảo luận với Mỹ cách mạng Benjamin Franklin năm 1777. Ông dạy lịch sử tự nhiên tại các trường trung học Collegium Carolinum trong Ottoneum, Kassel (1778-1784), và sau đó tại Học viện Vilna (Đại học Vilnius) (1784-1787). Năm 1788, ông trở thành thư viện đầu tại Đại học Mainz. Hầu hết các công trình khoa học của mình trong thời gian này gồm các bài tiểu luận về thực vật học và dân tộc học, nhưng ông cũng mở đầu và dịch nhiều sách về du lịch và thăm dò, trong đó có một bản dịch tiếng Đức của nhật ký của Cook.
Forster là một nhân vật trung tâm của Khai sáng ở Đức, và tương ứng với hầu hết các tín đồ của nó, bao gồm cả người bạn thân của ông Georg Christoph Lichtenberg. ý tưởng và tính cách của ông ảnh hưởng Alexander von Humboldt, một trong những nhà khoa học lớn của thế kỷ 19. Khi người Pháp nắm quyền kiểm soát của Mainz vào năm 1792, Forster đã trở thành một trong những người sáng lập đảng viên đảng dân chủ cấp tiến Club của thành phố và tiếp tục đóng một vai trò hàng đầu trong Cộng hòa Mainz, nhà nước cộng hòa đầu tiên ở Đức. Trong tháng 7 năm 1793 và trong khi ông ở Paris như một đại biểu của giới trẻ Mainz Cộng hòa, lực lượng liên quân Phổ và Áo giành lại quyền kiểm soát thành phố và Forster đã được tuyên bố một kẻ sống ngoài vòng pháp luật. Không thể quay trở lại Đức và tách ra khỏi bạn bè và gia đình của mình, ông qua đời tại Paris bệnh vào đầu năm 1794.